# 希斯科克峰
86°7′S 130°40′W / 86.117°S 130.667°W
希斯科克峰（英語：Heathcock Peak）是南極洲的山峰，位於瑪麗伯德地，處於卡洛普拉卡山的東部，海拔高度2,310米，根據美國地質調查局的測量和美國海軍的空中照片被繪入地圖。